# Johann Wessel

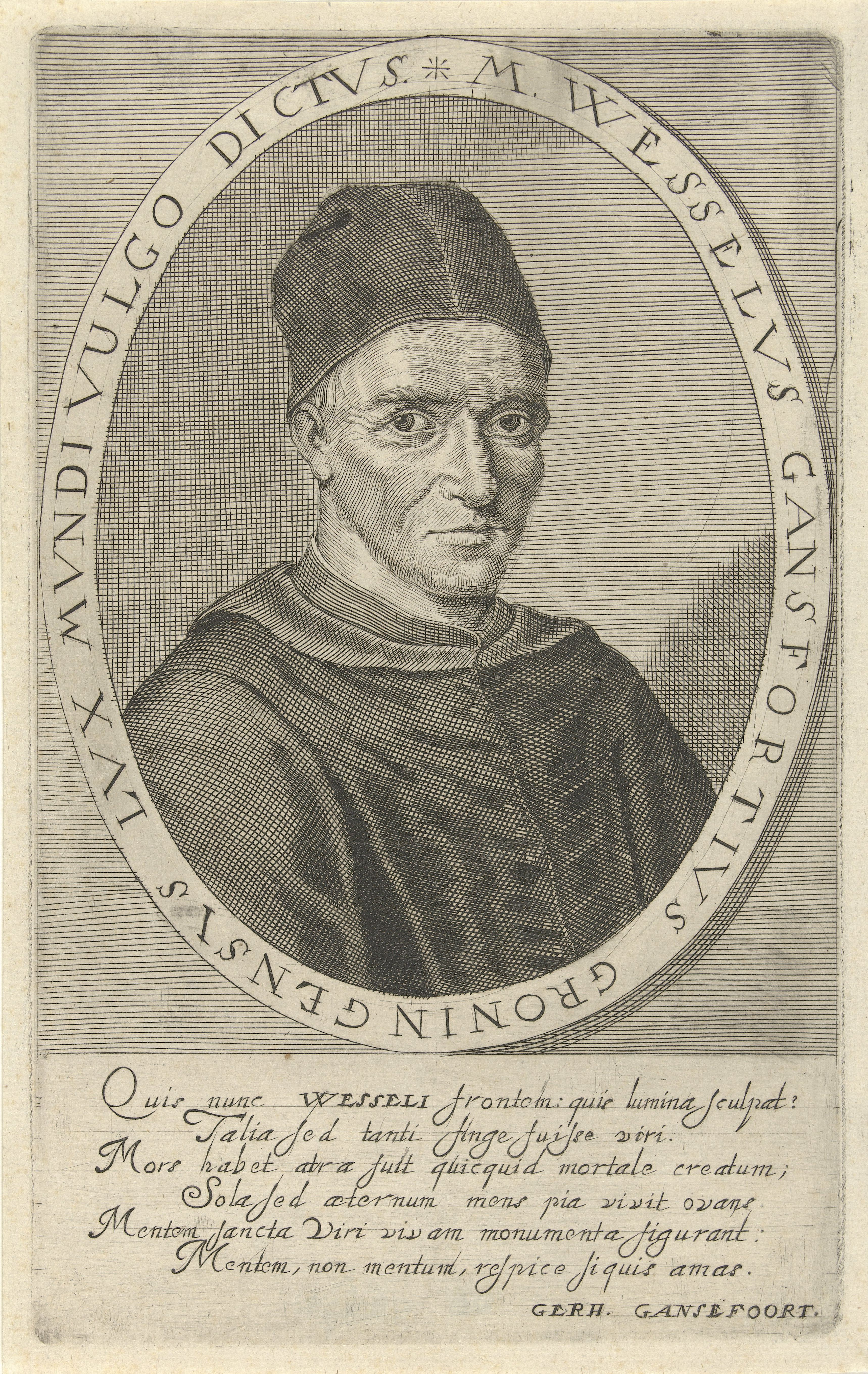
Johann Wessel Gansfort

Johann Wessel (mit den Beinamen Gansfort, Goesfort, Gösevort oder Basileus, dem griechischen Wort für Wessel; * 1419 in Groningen; † 4. Oktober 1489 ebenda) war ein Platoniker und Humanist und Vorläufer der Reformation. Seine Zeitgenossen ehrten ihn wegen seiner scharfsinnigen Beweisführungen gegen Autoritäten, insbesondere Thomas von Aquin, mit den Epitheta Lux mundi (Licht der Welt), so auch in seiner Grabinschrift, und Magister contradictionis (Meister des Widerspruchs).

## Leben
Johann Wessel Gansfort war Sohn eines Bäckers. Früh verwaist kam er auf die berühmte Schule in Zwolle (heute Niederlande) und lebte im Konvikt der Brüder vom gemeinsamen Leben im nahen Kloster auf dem Agnetenberg. Dort begegnete er dem Augustiner-Mönch und Mystiker Thomas von Kempen, der das nach der Bibel meistverbreitete Buch des Spätmittelalters, die Nachfolge Christi (De imitatione Christi) und zahlreiche asketische, historiographische und biographische Werke verfasste. Wessel beschäftigte sich intensiv mit Thomas von Kempens innerlicher Vertiefung und gläubiger Heilsverfassung. Er verband diese Erfahrung mit der Schärfe seines logischen Denkens und der Freude an dialektischen Untersuchungen und Auseinandersetzungen. Er erhielt in Zwolle schon nach kurzer Zeit ein Lehramt.
Zur weiteren Studien und intensiverer Bildung in der Dialektik ging er 1449 nach Köln und kam dort in der Bursa Laurentiana unter, die ein Landsmann von ihm gegründet hatte. Die damaligen Lehrer an der Universität waren fast durchgängig Anhänger des Realismus. Auch Wessel sympathisierte mit dieser philosophischen Denkrichtung und begann gleichzeitig seine humanistischen Studien. An alten Sprachen studierte er Griechisch und – wahrscheinlich unter Anleitung jüdischer Lehrer – Hebräisch. Den aus Vorlesungen und Lektüre angehäuften Wissensstoff legte er in einer Sammlung an, die er mare magnum nannte.
In Köln erwarb er die Magisterwürde. Vom Beichtvater des Erzbischofs von Köln empfohlen, erhielt er einen Ruf an die Universität Heidelberg. Er setzte 1456/57 dort das Studium fort und lehrte auch in der Artistenfakultät.
Nach einem kurzen Aufenthalt in Löwen zog es ihn zur weiteren wissenschaftliche Ausbildung nach Paris, dem geistigen Mittelpunkt jener Zeit. Dort war gerade die Auseinandersetzung im Universalienstreit der Verfechter des Nominalismus gegen jene des Realismus, insbesondere der Landsleute Wessels Heinrich von Zomeren und Nikolaus von Utrecht, heftig im Gange. Wessel wollte sich auf der Seite des Realismus an der philosophischen Auseinandersetzung beteiligen. Während der Vorbereitungen überzeugten ihn aber die Argumente des Nominalismus. Zwar behielt er seine Einstellung zu Plato, Augustinus und der Scholastik bei, jedoch ist anzunehmen, dass sich seine Einstellung zur Kirchenpolitik änderte. Die Nominalisten waren fast durchgängig antipäpstlich gesinnt und auch Wessel wandte sich allmählich dieser Gesinnung zu.

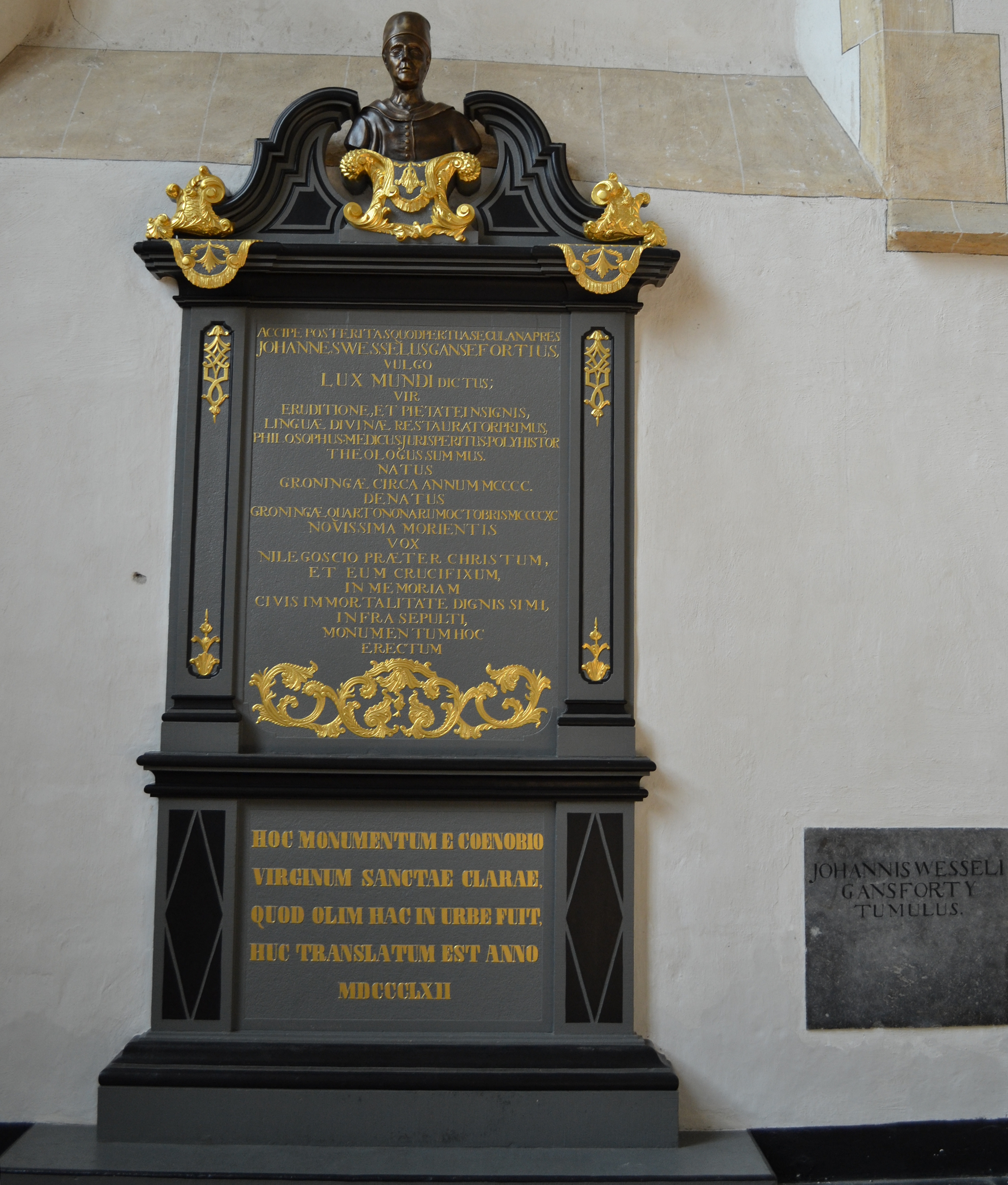
Epitaph und Grabstein an der Westwand der Groninger Martinikerk

Wessel blieb 16 Jahre in Paris. Ob er dort als akademischer Lehrer wirkte, ist umstritten.
Schließlich wurde der Nominalismus verboten und Wessel, der Auseinandersetzungen überdrüssig, widmete sich hauptsächlich der Unterstützung des Humanismus.
Vorübergehend weilte er in Angers. Nach Rom zog ihn 1470 seine Freundschaft mit Kardinal Bessarion und sein Interesse an weiteren Studien. Von Papst Sixtus IV. angebotene Ämter schlug er aus. Seine weiteren Stationen waren Venedig und Basel. In Basel traf er Johann Reuchlin und Rudolf Agricola und unterhielt mit ihnen eine lebhafte wissenschaftliche Beziehung. 1474 kehrte Johann Wessel Gansfort über Heidelberg und Köln in seine Heimat zurück.
Seine letzten Jahre lebte Wessel in verschiedenen Klöstern teils in Groningen, teils auf dem Agnetenberg bei Zwolle unter dem Schutz seines Gönners, des Bischofs David von Utrecht, denn seitdem man Männer wie den Theologen Johann Rucherath (Wesel) verfolgte, fühlte auch er sich nicht mehr sicher.
Nach seinem Tod wurden seine Überreste zuerst im Groninger Klarissenkloster beigesetzt. 1862 wurden sie dann in die Martinikerk überführt. Dort wurde gegen die Westmauer ein Epitaph aufgerichtet, an dessen Füssen der alte Grabstein gelegt wurde. 1962 wurden die Überreste bei der letzten Restaurierung der Kirche aufgegraben. Der Grabstein wurde dann neben dem Epitaph eingemauert.

## Wirkung auf die Reformation
Unter dem Einfluss der Brüder vom gemeinsamen Leben und der Schriften des Aurelius Augustinus befasste sich Wessel mit gewissen Anschauungen der Bibel.
Martin Luther bezog sich 1522 in seinem Vorwort zu einer Sammlung kleinerer Traktate und Briefe Wessels auf dessen sehr auf die Bibel ausgerichteten Glauben und seine Lehre:
hic si mihi antea fuisset lectus, poterat hostibus meis videri Lutherus omnia ex Wesselo hausisse adeo spiritus utriusque conspirat in unum.
Wenn ich den Wessel zuvor gelesen hätte, so ließen meine Widersacher sich dünken, Luther habe alles Wessel entnommen, also stimmt unser beider Geist zusammen.
Das Bibliographische Kirchenlexikon lässt jedoch die Aussage, Wessel sei ein Vorläufer der Reformation gewesen, nur bedingt gelten und begründet dies damit, Wessel stehe in grundlegenden Punkten wie im Artikel von der Rechtfertigung noch ganz auf dem Boden der mittelalterlichen Lehre.
Die meisten der Schriften Wessels wurden von der Inquisition vernichtet.
Kennzeichnend für seine theologische Auffassung ist sein Bekenntnis auf dem Sterbebett: Ich kenne Niemand als Jesus den Gekreuzigten.
Seine Freunde waren die gleichgesinnten Theologen und Humanisten Heinrich von Rees, Abt von Advert, Rudolf Lange, Johann Agricola, Hermann von dem Busch.

## Werke
- De oratione
- De sacra Eucharistia
- De passione Christi
- De purgatorio et indulgentia
- Farrago rerum theologicarum, mit Vorrede von Martin Luther, Wittenberg 1522 (auch Groningen 1614 und Amsterdam 1617)